# Transcor Astra Group
« Transcor Astra Group » (plus souvent dénommée TAG ou Transcor) est une société fondée en Belgique après la Seconde Guerre mondiale (en 1947), au moment de la reconstruction, par un ferrailleur, aujourd'hui déclarée aux Pays-Bas. 
Cette société de négoce de métaux s'est peu à peu diversifiée pour former un groupe d'affaire (européennes et internationales), aujourd'hui dirigé par Gauthier de Potter (également VP Project Advisory du Viking Energy-Northumberland, parfois nommé Viking Energy Of Northumberland Inc.), distributeur d'énergie électrique. M. De Potter qui contrôle la société depuis Bruxelles, est ingénieur électromécanicien et analyste financier agréé. Il a antérieurement occupé des postes de cadre au sein de JP Morgan, Tractebel (racheté par GDF-Suez) et Bechtel Enterprises/InterGen.
À la fin du XXe siècle, par ses acquisitions (achat de Astra en 1985) et placements, elle s'est spécialisée dans le domaine de la production, fourniture et spéculation financière dans le domaine de la production, du transport (maritime et par pipe-line notamment) et du stockage de pétrole, charbon, coke, et gaz, dans le monde entier.
Le groupe est très actif dans les marchés mondiaux du pétrole et des produits chimiques, et gère plus de 500 transits de bateaux-citernes  par an et commande une flotte de navires-citernes (tankers et barges) .
La CNP (Compagnie Nationale à Portefeuille) qui détient maintenant TAG est une holding de droit belge (cotée sur Euronext et incluse dans l’indice BEL20 (top 20 belge). C'est une grande société d'investissements qui appartient en grande partie au financier belge, le baron Albert Frère et sa famille, et est dirigée par Gilles Samyn. La CNP (avec ses filiales Pargesa et GBL) est le principal actionnaire du groupe français Total et Suez.

## Histoire du groupe[7]
- 1947 ; la société Transcor Astra Group (TAG) nait en Belgique, comme négoce en métaux ;
- 1983 ; le groupe TAG est acheté et passe sous contrôle de CNP (Compagnie Nationale à Portefeuille ;
- 1985 ; TAG achète Astra et ses activités de négoce de pétrole en Suisse et aux États-Unis ; Astra ouvre un bureau de négoce  à Singapour et prend en charge l'équipe anglaises et suisse de négoce et exploitation du charbon ;
- 1986 ; TAG acquiert « Hauterat & Watteyne » négociant le charbon et le pétrole créée en 1920 ;
- 1997 ; TAG s'introduit aux États-Unis via le marché du charbon ;
- 1998-2000; TAG s'introduit ensuite dans le marché nord américain du gaz naturel, en plein essor, et ouvre en 2000 un bureau de courtage pétrolier au Canada ;
- 2004 ; le groupe pénètre le marché du transport pétrolier par mer via le groupe «Crown» (Crown Central Petroleum);
- 2005 ; le groupe achète une raffinerie (« Crown Refinery » devenue «Pasadena Refinery » ) près de Houston ;
- 2006 ; 50 % des parts de cette raffinerie sont vendues à Petrobras, pour acquérir 100 % des intérêts d'une autre raffinerie de pétrole à Seattle ;
- 2007 ; Le groupe se retire de Houston. Et en fin d'année 2007 (le 14 décembre exactement) « TRANSCOR ASTRA GROUP S.A. » (de droit belge) et « TRANSCOR INTERNATIONAL S.A » (de droit belge également) créent au Grand-Duché de Luxembourg et  pour une durée illimitée, une nouvelle société anonyme  dénommée « TRANSCOR ASTRA LUXEMBOURG S.A » de droit luxembourgeois, en apportant respectivement, 9.999 actions et une action (pour un total de 10 000 actions représentant le capital social de cette société, fixé à  1 000 000 €). Le siège social de cette nouvelle société est à Luxembourg [8]. Son objet est la réalisation d’opérations commerciales, industrielles et financières, la prise de participations dans d'autres sociétés, la gestion, le contrôle et la mise en valeur de ces participations, l'acquisition  cession, échange ou vente de  valeurs mobilières de toutes, de brevets et autres droits. Ses statuts lui permettent d’« emprunter et accorder aux sociétés dans lesquelles elle possède un intérêt direct ou indirect tous concours, prêts, avances ou garanties »[8] ;
- 2008 ; Exercice d'option de vente de vendre la participation restante de 50 % à Pasadena raffinerie de Petrobras ; Acquisition d'installation de stockage à Hemiksem (Belgique) à partir de Vopak, et investissement dans les ressources fossiles (gazières) alternatives, avec création d'une coentreprise avec le groupe australien European Gas Limited qui cherche à prospecter et exploiter en Europe de l'Ouest le gaz de mine (Grisou) et surtout le Gaz de schiste, en France notamment, où cette société a acquis des droits d'exploitation et de prospection sur une vaste superficie de sites contenant potentiellement des réserves de gaz dites « non conventionnelles » que des techniques récentes permettent aujourd'hui de mieux prospecter et exploiter (voir l'article Gaz de schiste à ce propos). 
Le groupe TAG a aussi créé une autre coentreprise (TTR Energy[9]) en s'associant avec le groupe TPF, pour développer des projets de séquestration du CO2 en Belgique, aux Pays-Bas et au Luxembourg (La séquestration est la seule solution trouvée à ce jour par les pétroliers pour continuer à exploiter des énergies fossiles, en respectant mieux le protocole de Kyoto et ses suites, en introduisant moins de carbone dans l'atmosphère (si les stockages ne relarguent pas ce CO2).
- 2010; Vente de 66,6 % des parts d'un site de stockage à Hemiksem

## Participations

### Directes
- European Gas Limited